# Occident au Xe siècle
Le Xe siècle en Europe occidentale fait suite au IXe siècle et précède le XIe siècle, qui marque le début du Moyen Âge central

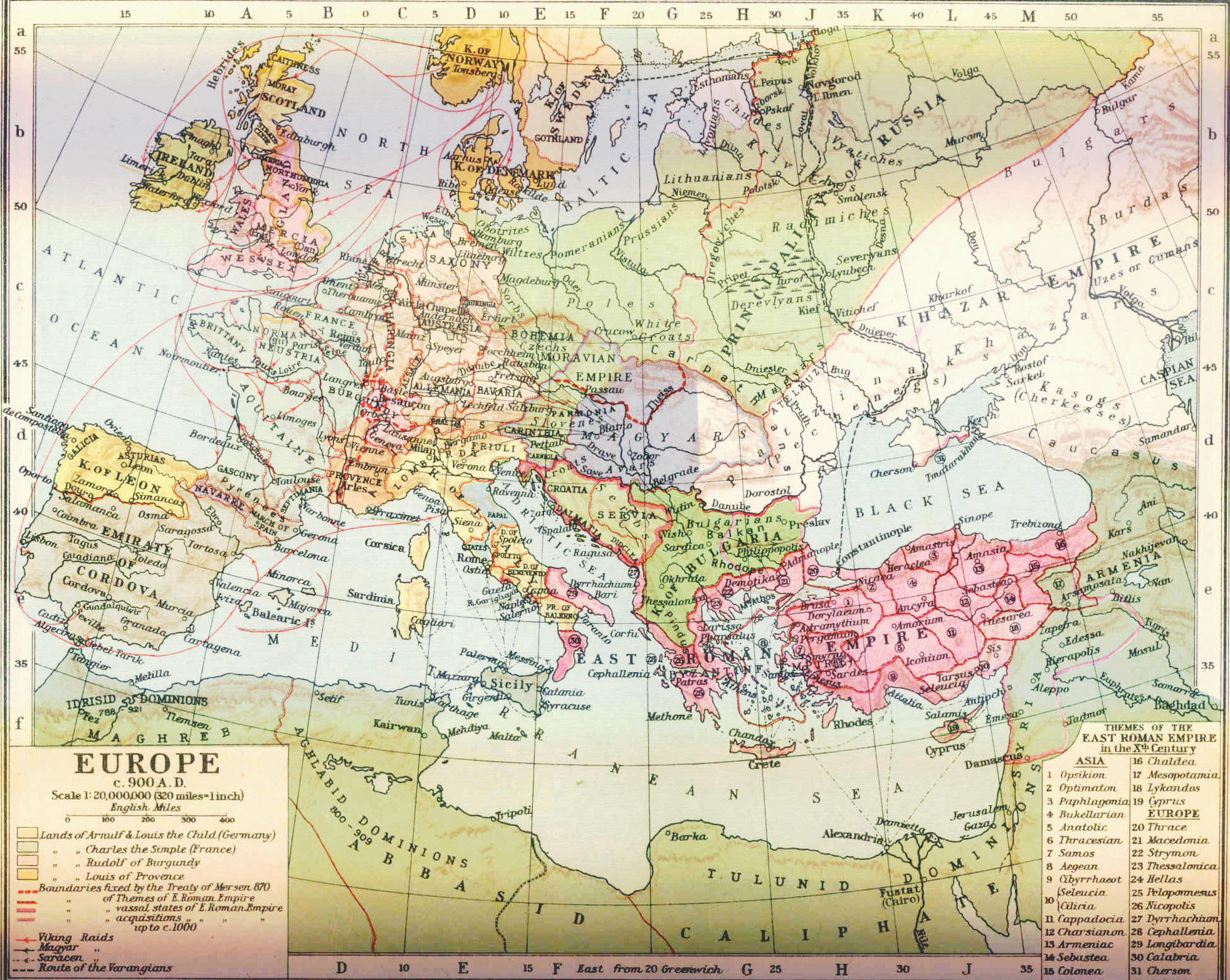
L'Europe vers l'an 900.

## Situation politique
- 911 : Le roi de Francie occidentale cède la Normandie aux Vikings de Rollon ;
- 955 : Otton Ier arrête l'invasion hongroise à la bataille du Lechfeld, relançant la politique du drang nach Osten.
- 962 : Otton Ier, roi de Germanie et d'Italie, couronné empereur à Rome - début du Saint-Empire romain germanique ;
- 966 : La Pologne devient chrétienne avec Mieszko Ier de Pologne
- 996 : Élection de Grégoire V, premier pape d'origine germanique, petit-fils de l'empereur Othon le Grand.
- 1000 : Étienne Ier de Hongrie couronné premier roi chrétien de Hongrie le jour de Noël de l'an 1000 avec une couronne envoyée par le pape Sylvestre II (ce qui le fait qualifier de roi apostolique) et avec le consentement de l’empereur germanique Otton III son parrain.

- Premiers contacts avec la civilisation arabo-musulmane en Espagne
  - Le califat de Cordoue est alors très florissant.
  - Le moine Gerbert d'Aurillac est envoyé en Catalogne pour apprendre les sciences, au voisinage du califat de Cordoue. Il réintroduit le quadrivium à l'école de Reims, est l'ami de l'empereur Othon III, et devient pape de 999 à 1003 sous le nom de Sylvestre II. Le pape de l'an mil fut français

## Administration royale
À partir du Xe siècle, les charges d'échanson et de bouteiller commencent à devenir distinctes. À la cour de France, l'échanson était spécialement chargé de l'achat des vins et de leur distribution aux personnes attachées à la cour, tandis que le bouteiller devient responsable de la gestion des vignobles royaux. Il y avait ordinairement plusieurs échansons.

## Féodalité

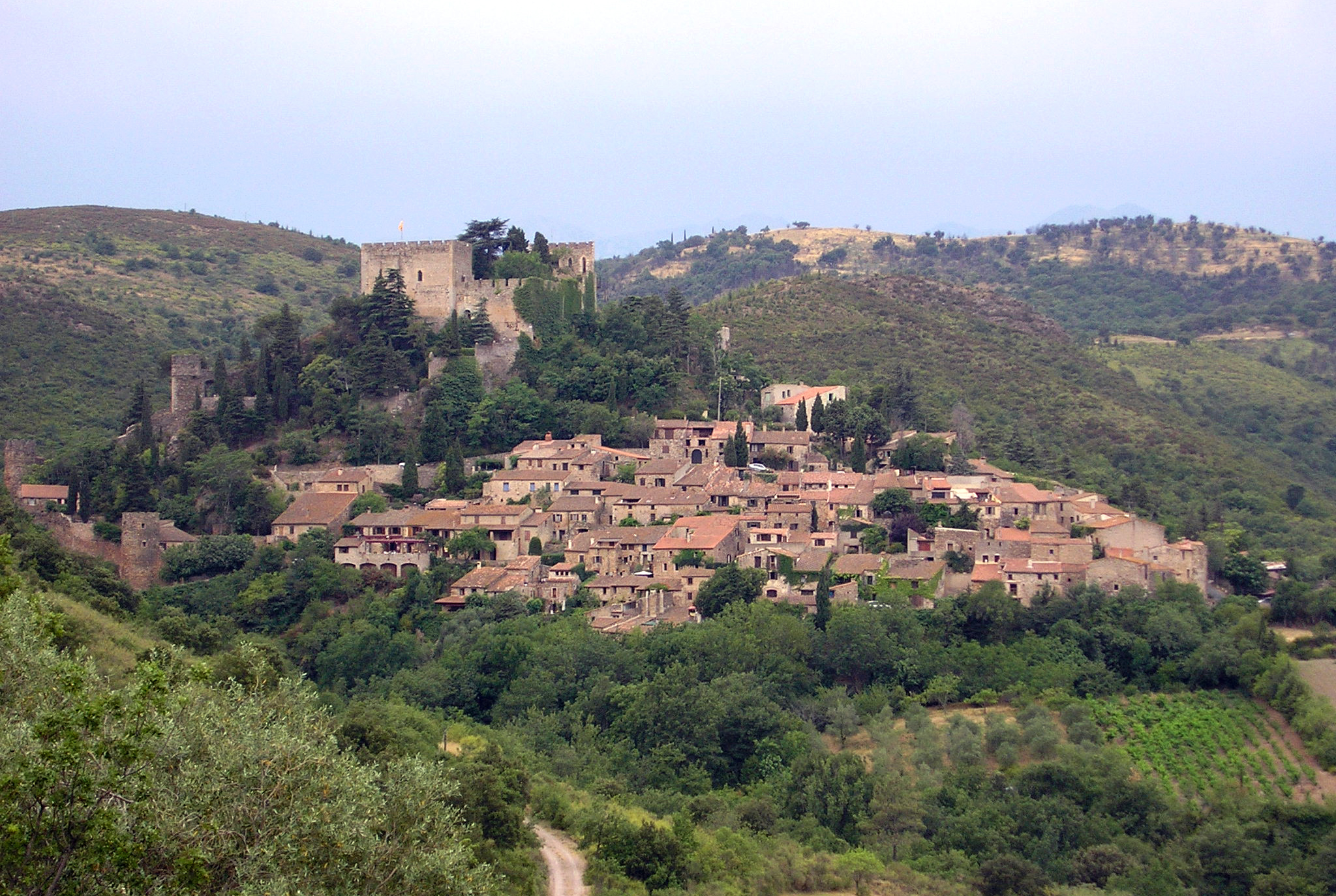
Château de Castelnou (Xe siècle).

Avec l'affaiblissement de l'autorité royale et comtale, les ambitions personnelles se dévoilent, engendrant convoitises et contestations. 
Au Xe siècle, les châteaux forts prolifèrent, parfois au mépris de toute légalité, leurs propriétaires exerçant protection et domination sur les territoires alentour.
Dans ces temps incertains d'invasions et de guerres privées continuelles, les habitants viennent se regrouper à proximité du château ce qui légitime le châtelain et l'exercice du ban seigneurial. Celui-ci peut imposer taxes, péages, corvées, banalités (usage imposé d'équipements seigneuriaux à titre onéreux : fours, moulins...) levées par ses sergents. En échange, les vivres stockés au château pourvoient à la survie des manants (vient du latin « résider ») réfugiés entre ses murs en cas de pillage. Enfin, les amendes prélevées en rendant justice selon le principe du Wergeld de la loi salique sont une autre source appréciable de revenus seigneuriaux.
Cette évolution de la société pose un problème car elle implique que la jouissance des terres passe d'une élite foncière à une élite guerrière.
Les tentatives d'imposer le droit de ban aux marges du territoire contrôlé et les conflits de succession dus à l'instauration récente du droit d'aînesse, dégénèrent régulièrement en guerres privées, dont pâtit en premier lieu la population rurale.
Sous la pression guerrière des féodaux, les alleux ont eu tendance à être transformés en fiefs : après avoir poussé un propriétaire à déguerpir de son alleu (c'est-à-dire à l'abandonner), le seigneur qui le saisit le lui rend en « fief de reprise » ; l'ancien propriétaire lui doit alors des services mais jouit de sa protection.
Au total, les intérêts des châtelains sont en conflit avec ceux de la paysannerie, du clergé et des puissants et le mouvement de la paix de Dieu découle des efforts de ces trois groupes sociaux pour neutraliser les excès de la noblesse naissante.
- Évolution vers la féodalité entre Loire et Rhin. La terre donnée en usufruit viager devient la base de tout système de relation. Le fief qui confond maintenant honneurs et bénéfices est la cause du serment de recommandation par lequel on devient l’homme d’un autre homme, qui prend le nom d’hommage. Chacun essaie d’avoir le plus de fiefs possible et prête alors plusieurs hommages. La vassalité multipliée se généralise et embrouille les relations entre seigneurs. Enfin, l’hérédité devient la règle, dépouillant le seigneur au profit du lignage. Des hiérarchies s’échafaudent : en bas, les petits vassaux, proches des paysans et juste capables de s’équiper à leur frais et d’avoir un cheval ; puis les vassaux du comte, moyens propriétaires convoqués à sa cour de justice ou à son ost ; enfin les comtes, ducs ou anciens marquis qui se disent princes, qui ont gardé les droits royaux et cherchent à affermir leur autorité. Ils s’affirment les fidèles du roi, mais ne lui doivent rien.

## Évolution religieuse
- Renaissance ottonienne. L'approche de l'an mil correspond à  une période de renaissance, qui se fait sentir dès les années 920-950, et associée à une période de réforme religieuse :
  - L'ordre de Cluny est fondé en 909. Il va rayonner sur une grande partie de l'Occident. De tous, Cluny a le développement et l'influence les plus impressionnants. Sous la férule d'abbés dynamiques tels qu'Odon, Maïeul ou Odilon, l'abbaye, entraînant d'autres monastères qui lui sont rattachés, constitue bientôt un ordre très puissant (en 994, l'ordre de Cluny compte déjà 34 couvents)[3]. L'une des grandes forces de Cluny est de recruter une bonne partie de ses membres et particulièrement ses abbés dans la haute aristocratie.
  - L'abbaye de Gorze répand une réforme religieuse en Lotharingie sous l'influence de Jean de Gorze ;

La construction de l'Occident chrétien se poursuit, en s'étendant vers l'Est. Jusqu'au Xe siècle, l’Église apparaît comme une fédération d'évêchés quasiment autonomes. Partout ce sont les rois et les seigneurs qui choisissent les évêques. Au Xe siècle, les grands rôles spirituels sont tenus par des moines, mais aussi par des princes qu'un sacrement désigne pour ces tâches.

## Paix de Dieu

La participation des évêques à la paix de Dieu. D'après H.-W. Goetz, « La paix de Dieu en France... », p. 138.

Le mouvement de la paix de Dieu émerge au milieu du Xe siècle lorsque les premières assemblées de paix s'organisent. Il s'agit d'assemblées réunies pour restaurer « la paix qui vaut mieux que tout » (pax que omnia superat...) selon Étienne II, évêque de Clermont à l'assemblée qu'il y convoque en 958.
Jusqu'au début du XIe siècle, c'est dans les terres ducales du Massif central et de ses marges occidentales (Auvergne, Velay, Limousin, Poitou) qu'ont lieu l'essentiel des assemblées, prolongées vers le Languedoc (Narbonne, 990) et le royaume de Bourgogne (Anse, près de Lyon, 994). Il s'agit de territoires où l'autorité royale et même ducale peine à s'imposer et où la parcellisation du pouvoir entre les différents seigneurs est particulièrement importante.
Cependant, le fait que la paix de Dieu émerge dans ces territoires du centre de la France  ne s'explique pas uniquement par la nécessité dans laquelle se trouvent des autorités épiscopales constatant la carence princière : ce sont aussi des régions plus ouvertes aux influences monastiques, moins marquées par l'idéal carolingien ancien d'une paix assumée par l'autorité royale.
Ce sont donc des évêques de ces régions centrales du royaume qui assument la convocation des premières assemblées de paix, sous forme de plaids. Ils sont souvent liés à des milieux monastiques soucieux de réforme.
Placées en général sous la protection d'un saint particulièrement vénéré, elles rassemblent le clergé local et les milites (seigneurs et chevaliers) sous le regard d'une population considérable attirée par la présence des reliques. Certaines chroniques ou recueils de miracles insistent sur l'importance de ces foules pieuses réunissant, si l'on en croit le moine bourguignon Raoul Glaber dans ses Histoires, « les grands, les moyens et les petits, [...] tous prêts à obéir à ce qui aurait été ordonné par les pasteurs de l'Église, comme si une voix venant du ciel parlait aux hommes sur la terre ».
Cette voix, c'est celle de l'évêque qui, parfois conjointement avec le prince ou le roi de France, convoque l'assemblée et en dirige les débats. De fait, ces assemblées sont loin d'êtres spontanées : le choix du lieu, des participants et du rituel sont fixés à l'avance.

## Structure sociale
- Amorce d’une évolution économique en Italie. Renouveau du commerce italien ;

## Agriculture
La rotation triennale se généralise progressivement.

## Commerce et intégration des Vikings
L'activité de pillage et de piraterie des Vikings s'efface progressivement au profit d'une activité marchande, qui devient peu à peu prépondérante, dans une société viking traditionnellement orientée vers le commerce avec d'autres peuples. Le butin accumulé n'est en effet une richesse que s'il peut être dépensé.
Dès le Xe siècle il devient plus rentable pour eux de s'installer sur un territoire, recevoir un tribut contre la tranquillité des populations, et commercer plutôt que guerroyer.

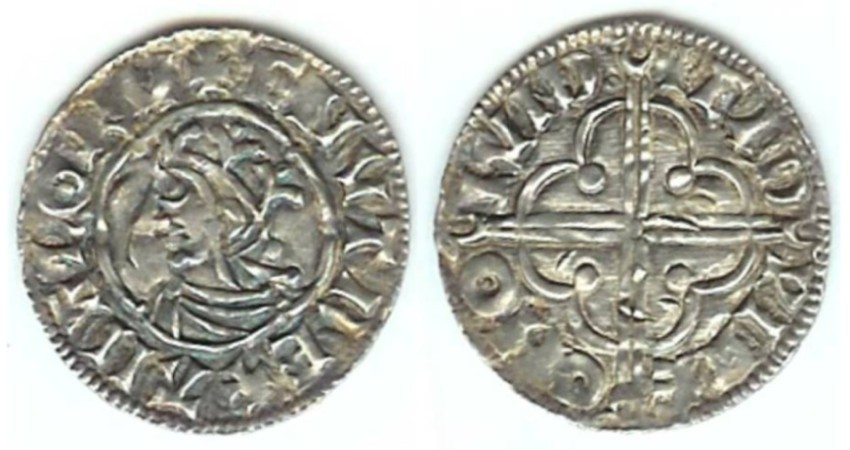
Denier frappé par les Vikings

Ils frappent de la monnaie avec les métaux précieux pillés. Ce numéraire réinjecté dans l'économie européenne agit comme un catalyseur pour la mutation économique en cours. Il agit comme capital, permettant aux marchands vikings de dominer leur marché, mais également comme masse monétaire, facilitant les échanges dans toute l'Europe atteinte par leur navigation, et facilitant le passage d'une économie de troc vers une économie monétaire.
Leur savoir-faire en construction navale est reconnu et utilisé par les Européens du nord, qui développent aussi leur flotte.
Leur avance technologique maritime leur permet de transporter des marchandises sur longue distance. Ils ouvrent des voies commerciales nouvelles, tant maritimes que fluviales, et créent de nombreux comptoirs sur les côtes européennes, jusqu'en Méditerranée. Ils commercent jusqu'à Byzance. Ils contribuent ainsi à la création de villes commerçantes et artisanales comme York ou Dublin.
Par ailleurs, ils se sédentarisent, comme en Normandie ou en Northumbrie.
Dans un siècle où la puissance guerrière est source de légitimité, ils peuvent en effet être instaurés comme dux des territoires qu'ils dominent en pratique, renouvelant le mécanisme qui avait conduit à la formation des royaumes barbares.
C'est ainsi qu'Alfred le Grand, même ayant vaincu les Danois, leur laisse le nord-est de l'Angleterre (Danelaw) en 897 ; ou que Charles le Simple accorde la Normandie à Rollon en 911.
En s'intégrant ainsi à l'Occident chrétien, ils sont christianisés, s'intègrent de fait au système féodal naissant et en deviennent des éléments moteurs.